# Oraphanes binotatum
Oraphanes binotatum là một loài bọ cánh cứng trong họ Cerambycidae.